# Les Chapardeurs aux champs
Les Chapardeurs aux champs (titre original : The Borrowers Afield) est le second roman de la série Les Chapardeurs de l'écrivaine britannique Mary Norton, paru au Royaume-Uni en 1955 et en France en 1982 chez L'École des loisirs dans une traduction de Catherine Chaine. En 2025, une nouvelle traduction par Magali Mangin parait chez Ynnis Éditions sous le titre Arrietty et l’exode des chapardeurs.

## Résumé
La famille Horloge a été découverte. Sauvée in extremis par le jeune garçon malade et frère de Mrs May, les chapardeurs ont pu s'enfuir. Ils s'en vont donc commencer une nouvelle vie dans un champ, pas très loin de la maison. Ils vivent dans une bottine puis dans un trou sur un talus près d'une rivière. C'est dans ce contexte difficile qu'ils rencontrent Spiller. Celui-ci aidera la famille à s'en sortir. Mais un jour, la bottine est interceptée par Mild Eye, un gitan, et il y découvre les chapardeurs. Ceux-ci se feront sauvés in extremis encore une fois par le jeune Tom Goodenough.

## Nouveaux personnages
- Spiller : chapardeur sauvage, solitaire, roi de la débrouille et du champ.
- Mild Eye : gitan qui vit dans une caravane avec sa famille. Il voulait garder les chapardeurs dans une cage et les nourrir comme des oiseaux.
- Thomas Goodenough ou « le vieux Tom Goudenough » : garde-chasse avec son grand-père, ils habitent une petite cabane. C'est lui qui a sauvé la famille Horloge.